# TuralTuranX
TuralTuranX is een Azerbeidzjaans muzikaal duo bestaande uit de tweelingbroers Tural en Turan Bağmanovlar.

## Biografie
De broers werden op 30 oktober 2000 geboren in Zaqatala. Ze ontdekten hun interesse voor muziek door op school piano te spelen. Vervolgens kocht hun vader een sythensizer voor hen. De broers speelden geregeld op school en evenementen in de buurt, maar gaven de muziek een tijdje op na de dood van hun vader. Later verhuisde Tural naar de hoofdstad Bakoe, waar hij een bandje oprichtte.
In maart 2023 werd bekend gemaakt dat het duo met Tell me more Azerbeidzjan zou vertegenwoordigen op het Eurovisiesongfestival 2023 in het Britse Liverpool. Het duo haalde er de finale niet mee.
2008: Elnur & Samir · 
2009: AySel & Arash · 
2010: Səfurə Əlizadə · 
2011: Ell & Nikki · 
2012: Səbinə Babayeva · 
2013: Fərid Məmmədov · 
2014: Dilarə Kazımova · 
2015: Elnur Hüseynov · 
2016: Səmra Rəhimli · 
2017: Dihaj · 
2018: Aysel Məmmədova · 
2019: Chingiz · 
2021: Efendi · 
2022: Nadir Rüstəmli · 
2023: TuralTuranX · 
2024: Fahree feat. İlkin Dövlətov · 
2025: Mamagama